# Rhoptropus montanus
Rhoptropus montanus — вид геконоподібних ящірок родини геконових (Gekkonidae). Ендемік Анголи.

## Поширення і екологія
Rhoptropus montanus мешкають на заході провінції Уїла та на крайньому заході провінції Намібе. Вони живуть серед скельних виступів Великого Уступу, оточених лісистою саваною міомбо. Зустрічаються на висоті від 1293 до 2237 м над рівнем моря.